# Сретенск
Сретенск (рус. Сретенск) град је у Русији у Забајкалском крају. Према попису становништва из 2010. у граду је живело 6850 становника.

## Становништво
| 1939.  | 1959.  | 1970.  | 1979.  | 1989.  | 2002. | 2010. |
| ------ | ------ | ------ | ------ | ------ | ----- | ----- |
| 13.528 | 15.138 | 13.805 | 13.414 | 10.445 | 8.192 | 6.850 |